# Коваленко Аліна Михайлівна
Коваленко Аліна Михайлівна (нар. 1992, Київ) — українська кіно- і телеакторка.

## Біографія
Народилася 28 травня 1992 року в Вінниці. Свою кар'єру почала як модель. Знялася у кількох рекламних роликах, музичних кліпах.
У 2017 році закінчила акторський факультет Київського національного університету театру, кіно і телебачення імені Івана Карпенка-Карого. Дебютною роллю у кіно стала роль Світлани у телесеріалі "Як гартувалась сталь". Далі були ролі у телесеріалах «Дівчина з персиками» «Відкрите вікно», «Голос з минулого», «Чаклунки», «Кріпосна».
У 2019 році Аліна Коваленко зіграла роль Росани у фільмі «Захар Беркут».

## Фільмографія
| Рік  |   | Українська назва       | Оригінальна назва | Роль                                               |
| ---- | - | ---------------------- | ----------------- | -------------------------------------------------- |
| 2017 | с | Дівчина з персиками    |                   | Анна                                               |
| 2018 | с | Відкрите вікно         |                   | Марина                                             |
| 2018 | с | Дівчатка мої           |                   | Олена                                              |
| 2018 | с | Чаклунки               |                   | Діна                                               |
| 2018 | с | Пес-4                  |                   | викрадачка                                         |
| 2018 | с | Голос з минулого       |                   | Даша                                               |
| 2019 | с | Кріпосна               |                   | Ольга Родзевич                                     |
| 2019 | ф | Крути 1918             |                   | Оксана                                             |
| 2019 | ф | Захар Беркут           |                   | Росана                                             |
| 2019 | ф | Чорний ворон           |                   | Циля, агентка ЧК                                   |
| 2020 | ф | Екс                    |                   |                                                    |
| 2020 | с | Сага(телесеріал, 2020) |                   | Єлизавета Орлова, дружина Олександра (19-29 років) |
| 2024 | ф | Потяг у 31 грудня      |                   | Леся                                               |